# 紀元前786年
紀元前786年（きげんぜん786ねん）は、西暦による年。

## 他の紀年法
- 干支 : 乙卯
- 中国
  - 周 - 宣王42年
  - 魯 - 孝公21年
  - 斉 - 荘公贖9年
  - 晋 - 穆侯26年
  - 秦 - 荘公36年
  - 楚 - 若敖5年
  - 宋 - 戴公14年
  - 衛 - 武公27年
  - 陳 - 武公10年
  - 蔡 - 釐侯24年
  - 曹 - 恵伯10年
  - 鄭 - 桓公21年
  - 燕 - 頃侯5年
- 朝鮮
  - 檀紀1548年
- ユダヤ暦 : 2975年 - 2976年

## できごと
- この頃、ウラルトゥ王アルギシュティ1世が即位（ - 紀元前764年頃）し、ウラルトゥの領土拡大が始まる。